# 全缘毛绵藓
全缘毛绵藓（学名：Pylaisiadelpha integrifolia）为锦藓科毛锦藓属下的一个种。其种加词“integrifolia”意为“全缘叶的”。